# Epidendrum pitanga
Epidendrum pitanga là một loài thực vật có hoa trong họ Lan. Loài này được Campacci mô tả khoa học đầu tiên năm 2008.